# Evangelische Kirche Schollbrunn

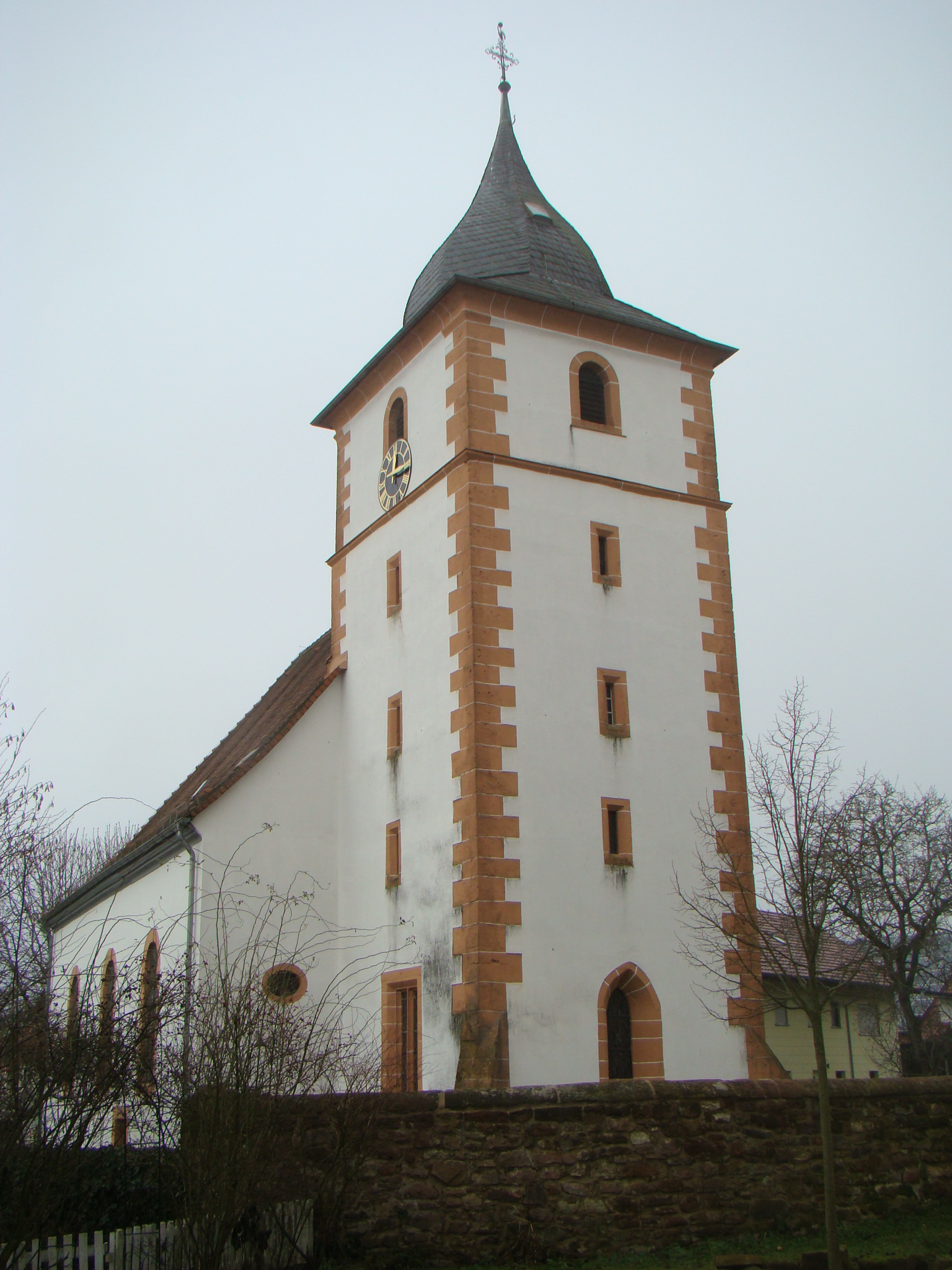
Evangelische Kirche Schollbrunn

Die Evangelische Kirche steht in Schollbrunn, einem Ortsteil der Gemeinde Waldbrunn im Neckar-Odenwald-Kreis in Baden-Württemberg. Das Bauwerk ist beim Landesamt für Denkmalpflege Baden-Württemberg als Baudenkmal eingetragen. Die Kirche gehört zum Kirchenbezirk Mosbach der Evangelischen Landeskirche in Baden.

## Beschreibung
An den mittelalterlichen, mit Ecksteinen versehenen Chorturm wurde 1736–39 das Langhaus nach Westen angebaut. Das oberste Geschoss des Chorturms beherbergt die Turmuhr und den Glockenstuhl. Darauf sitzt eine schiefergedeckte Glockenhaube. Im Innenraum des Chors, also dem Erdgeschoss des Chorturms, der mit einem Kreuzgewölbe überspannt ist, wurden 1955 Wandmalereien aus dem 14. Jahrhundert aufgedeckt. An der Nordwand lässt sich das Jüngste Gericht erkennen.